# Castelletto Uzzone
Castelletto Uzzone là một đô thị tại tỉnh Cuneo trong vùng Piedmont của Italia, vị trí cách khoảng 70 km về phía đông nam của Torino và khoảng 50 km về phía đông của Cuneo. Tại thời điểm ngày 31 tháng 12 năm 2004, đô thị này có dân số 364 người và diện tích là 15,1 km².
Castelletto Uzzone giáp các đô thị: Dego, Gottasecca, Levice, Pezzolo Valle Uzzone, Piana Crixia và Prunetto.